# Petah Tiqwa
Petah Tiqwa (in ebraico פֶּתַח תִּקְוָה‎?, AFI: /ˌpɛtaχ tikˈva/, letteralmente "Porta di Speranza"), nota anche come Em HaMoshavot ("madre dei moshav"), è una città nel distretto Centrale di Israele, situata 10,6 km (6,59 miglia) a est di Tel Aviv. Fu fondata nel 1878 e divenne un insediamento permanente nel 1883 con il sostegno finanziario del barone Edmond de Rothschild.
Nel 2024 la città aveva una popolazione di 255 997 abitanti. La sua densità di popolazione è di circa 7.137,2 abitanti per chilometro quadrato. La sua giurisdizione copre 35,868 dunum (~ 35,9 km² o 15 sq mi). Petah Tiqwa fa parte dell'area metropolitana di Tel Aviv.

## Origini del nome
Il nome di Petah Tiqwa fu scelto dai suoi fondatori nel 1878 dalla profezia di Osea (2:15, 2:17 Ebrei), «E darò da lei le sue vigne e la valle di Acor per una porta della speranza: ed essa canterà lì, come nei giorni della sua giovinezza e come nel giorno in cui salì dal paese d'Egitto».
L'emblema di Petah Tiqwa appare su un francobollo disegnato da Yitzhak Goldenhirsch, membro fondatore di Petah Tiqwa. L'aratro simboleggia le origini di Petah Tiqwa come insediamento agricolo, il campo simboleggia l'essiccazione delle paludi del fiume Yarkon e la coltivazione della terra, e l'arancio simboleggia l'industria degli agrumi di Petah Tiqwa, a cominciare dal primo albero piantato dal rabbino Aryeh Leib Frumkin. L'emblema è inscritto da un versetto della Bibbia: «chi lavora la sua terra avrà pane abbondante» (Proverbi 12:11).

## Amministrazione

### Gemellaggi
- Černihiv
- Chicago
- Coblenza
- Bacău
- Kadıköy
- Las Condes
- Laval
- Odense
- Norrköping
- Trondheim, dal 1975[2]

## Sport
Il principale stadio di Petah Tiqwa è lo stadio HaMoshava, che ha una capienza di 11 500 spettatori. Petah Tiqwa ha due squadre di calcio: l'Hapoel Petah Tiqwa e il Maccabi Petah Tiqwa. La squadra di baseball locale, i Petah Tikva Pioneers, hanno giocato nella stagione inaugurale della Ligat ha-Beisbol ha-Israelit. Il campionato si è sciolto l'anno successivo. Nel 2014, la squadra di calcio femminile dell'Hapoel Petah Tiqwa ha reclutato cinque donne arabo israeliane per giocare nella squadra. Una di loro è ora il capitano della squadra.